# Попов, Александр Ипполитович
Александр Ипполитович Попов (13 января 1904 года, Иваница, Прилукский уезд, Полтавская губерния — 11 августа 1979 года, Киев) — советский военный деятель, генерал-майор (3 июня 1944 года).

## Начальная биография
Александр Ипполитович Попов родился 13 января 1904 года в селе Иваница ныне Ичнянского района Черниговской области Украины.

## Военная служба

### Гражданская война
23 февраля 1920 года призван в РККА и направлен красноармейцем в штаб 74-й бригады в составе 25-й Чапаевской стрелковой дивизии. В марте переведен в штаб 22-го стрелкового полка на должность писаря, а ещё через месяц — в штаб дивизии.
С июня 1921 года учился на 42-х Черкасских пехотных командных курсов, курсантом которых в период с июля по сентябрь участвовал в боевых действиях против вооружённых формирований Н. И. Махно, Завгороднего и Хмары в районе ст. Знаменка и Красный Кут, а в период с мая по август 1922 года — в ликвидации бандформирований под руководством Тютюнника и Яблочко в районах Белозоры и Русской Поляны.

### Межвоенное время
После окончания курсов в сентябре 1922 года назначен командиром отделения в составе 19-го стрелкового полка (7-я стрелковая дивизия), дислоцированного в Полтаве, а с августа 1923 года служил на должностях командира взвода и полуроты в составе 21-го стрелкового полка, дислоцированного в Ромнах.
В ноябре 1930 года направлен в 67-й стрелковый полк (23-я стрелковая дивизия, Украинский военный округ), дислоцированный в Чугуеве, в составе которого служил командиром роты, начальником штаба батальона, начальником полковой школы и заместителем командира полка.
В июле 1938 года А. И. Попов назначен на должность преподавателя в Харьковском училище червонных старшин имени ЦИК УССР, а после расформирования училища в декабре переведён преподавателем тактики и командиром батальона на Днепропетровские курсы усовершенствования командного состава запаса.
В ноябре 1940 года назначен командиром 419-го отдельного резервного стрелкового полка (Одесский военный округ), дислоцированного в Запорожье. В марте 1941 года на базе полка была развернута 206-я стрелковая дивизия, а подполковник А. И. Попов назначен командиром 737-го стрелкового полка в составе этой же дивизии.

### Великая Отечественная война
С началом войны находился на прежней должности. 206-я стрелковая дивизия находилась в резерве Юго-Западного фронта, а с 28 июня 1941 года участвовала в оборонительных боевых действиях в ходе приграничного сражения и Киевской оборонительной операции. В период с 8 по 25 августа А. И. Попов руководил наступлением полка по освобождению сёл Гатное и Чабаны. За боевые отличия во время сражений 9—12 августа 1941 года у населённых пунктов Гатное и Терёшки командир 206-й стрелковой дивизии полковник С. И. Горшков представил А. И. Попова к званию Героя Советского Союза, однако статус награды сначала изменён до ордена Ленина, а затем и до ордена Красного Знамени, который был ему вручен в 1944 году.
В начале сентября 1941 года А. И. Попов направлен в Приволжский военный округ, где назначен на должность командира формировавшейся 342-й стрелковой дивизии. В начале декабря дивизия передислоцирована на Юго-Западный фронт, где после включения в состав 61-й армии, после чего участвовала в боевых действиях на болховском направлении и с лета 1942 года занимала оборонительный рубеж в районах Баленки, Уланово, Мушкани, Сметской.
В конце ноября 1942 года полковник А. И. Попов направлен на учёбу на ускоренный курс при Высшей военной академии имени К. Е. Ворошилова, после окончания которого в апреле 1943 года назначен на должность начальника Краснохолмского пехотного училища (с. Краснохолм, ныне Оренбургская область), а в августе — на должность начальника филиала кусов «Выстрел» в Уфе и руководил ими до конца войны.

### Послевоенная карьера

Могила Попова на Лукьяновском военном кладбище Киева

В ноябре 1945 года генерал-майор А. И. Попов назначен на должность начальника 2-го Астраханского пехотного училища, а в июле 1946 года — на должность командира 41-й отдельной стрелковой бригады (Южно-Уральский военный округ).
С ноября 1949 года служил заместителем командира 16-й отдельной гвардейской стрелковой бригады (Восточно-Сибирский военный округ), дислоцированной в Иркутске, с ноября 1951 года — начальником окружных Объединённых курсов усовершенствования офицерского состава Восточно-Сибирского военного округа, а с февраля 1954 года — начальником военной кафедры Белорусского лесотехнического института.
Генерал-майор Александр Ипполитович Попов 5 июля 1958 года вышел в запас. Умер 11 августа 1979 года в Киеве. Похоронен на Лукьяновском военном кладбище.

## Воинские звания
- Полковник (28 ноября 1941 года);
- Генерал-майор (3 июня 1944 года).

## Награды
- Орден Ленина (21.02.1945[4]);
- Четыре ордена Красного Знамени (30.01.1943, 14.08.1944, 03.11.1944[4], 1950[4]);
- Медали.